# Labeo nasus
 Labeo nasus és una espècie de peix de la família dels ciprínids i de l'ordre dels cipriniformes present al riu Congo.
Els mascles poden assolir els 19 cm de longitud total.